# La Loi du coup de poing
Pour plus de détails, voir Fiche technique et Distribution.
La Loi du coup de poing (Two Fisted Law ou Two-Fisted Law), est un film américain réalisé par D. Ross Lederman, sorti en 1932.

## Synopsis
Tim Clark et Betty Owen ont maille à partir avec le gros propriétaire Robert Russell, qui veut mettre la main sur leurs ranches, par tous les moyens...

## Fiche technique
- Titre original : Two Fisted Law
- Titre français : La Loi du coup de poing
- Réalisation : D. Ross Lederman
- Scénario : Kurt Kempler
- Photographie : Benjamin H. Kline
- Son : Glenn Rominger
- Montage : Otto Meyer
- Musique : Irving Bibo, Milan Roder
- Production : Irving Briskin
- Société de production : Columbia Pictures
- Société de distribution : Columbia Pictures
- Pays de production :  États-Unis
- Langue originale : anglais
- Format : noir et blanc — 35 mm — 1,37:1 — son Mono (Western Electric Sound System)
- Genre : Western
- Durée : 64 minutes
- Date de sortie : 
  - États-Unis : 8 juin 1932

## Distribution
- Tim McCoy : Tim Clark
- Alice Day : Betty Owen
- Wheeler Oakman : Bob Russell
- Tully Marshall : Shérif Malcolm
- Wallace MacDonald : Artie
- John Wayne : Duke
- Walter Brennan : Bendix, le shérif adjoint
- Richard Alexander : Zeke Yokum
- Bud Osborne : Jiggs Tyler
- Merrill McCormick : l'agent Green